# La Poste de Côte d'Ivoire
Pour les articles homonymes, voir La Poste.
La Poste de Côte d'Ivoire, alias La Poste CI, est une entreprise publique ivoirienne, créée le 30 juin 1998, et succédant à plusieurs organisations assurant auparavant ce service public. Elle a pour missions d'assurer le transport de messagerie (lettres, cartes, documents) et de marchandises (paquets et colis), ainsi que le transfert d'argent.

## Historique
L'histoire de la Poste de Côte d'Ivoire remonte à l'époque coloniale, le long de la localité de Mafia à Assinie. C'est dans cette localité que la Côte d'Ivoire tisse ses premiers liens avec le secteur postal, le 29 juillet 1843.
Les grandes dates à retenir dans son évolution peuvent être identifiées dans les faits marquants de son histoire, lointaine et récente, énumérés ci-dessous :
- 29 juillet 1843 : naissance des premières activités postales dans la localité d'Assinie-Mafia.
- 7 août 1862 : création du premier bureau de poste.
- 1945 : création de la première administration des postes et télécommunications (APT)
- 1961 : admission de la Côte d'Ivoire à l'Union postale universelle (UPU).
- 1979 : l'Administration des Postes et Télécommunications est transformée en un Office des Postes et Télécommunications (OPT) avec deux directions générales autonomes : la direction des postes et la direction des télécommunications.
- 1980 : admission de la Poste de Côte d'Ivoire à l'Union panafricaine des postes (UPAP).
- 1984 : l'OPT éclate pour donner naissance à deux entités publiques différentes :
  - ONP : Office national des postes.
  - ONT : Office national des télécommunications
- 1990 : l'État réoriente l'activité de ses établissements publics en mode de gestion privée.

## Organisation

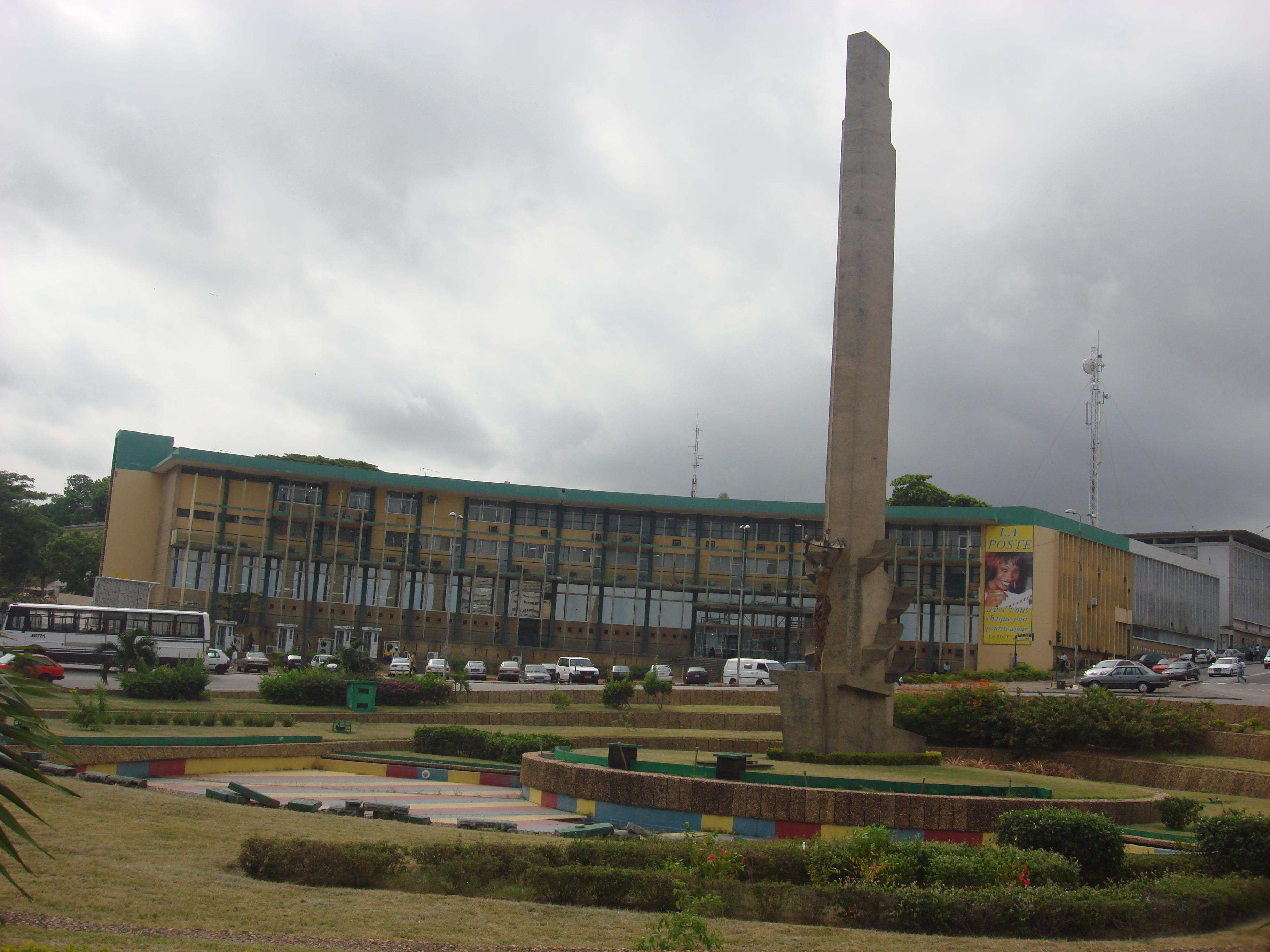
Le siège social de la Poste de Côte d'Ivoire, Immeuble Postel 2001 au Plateau d'Abidjan.

La Poste de Côte d'Ivoire dispose de 197 bureaux répartis sur l'ensemble du territoire ivoirien dont 177 bureaux ouverts et 20 fermés. Elle compte neuf directions régionales.